# Middle River (Bathurst Harbour)
Der Middle River ist ein etwa 52 km langer Zufluss des Sankt-Lorenz-Golfs in der kanadischen Provinz New Brunswick.

## Flusslauf
Der Middle River entspringt auf einer Höhe von 380 m im äußersten Westen des Gloucester County unweit dessen höchster Erhebung. Von dort fließt er in überwiegend östlicher Richtung und mündet im Süden der Stadt Bathurst in den Bathurst Harbour, ein Ästuar im Süden der Chaleur-Bucht. Die Flussmündung liegt unmittelbar gegenüber der des Little River.

## Hydrologie
Der Middle River entwässert ein Areal von etwa 230 km². Der mittlere Abfluss am Pegel 6,5 km oberhalb der Mündung beträgt 4,51 m³/s. Im April und Mai führt der Fluss die größte Wassermenge, im Mittel 16,3 bzw. 12,9 m³/s.